# Chankasee
Der Chankasee (auch Xingkai-See, russisch Озеро Ханка Osero Chanka; chinesisch 興凱湖 / 兴凯湖, Pinyin Xīngkǎi Hú) ist einer der größten Seen in Asien und saisonal schiffbar.

## Lage, Beschreibung und etwas Geschichte
Das nördliche Drittel des Sees – rund 1500 km² – liegt in der Volksrepublik China und der südliche Teil liegt im östlichen Sibirien (Russland). Der nächstgelegene chinesische Ort ist Mishan.
Der See, früher auch mit Chinka- oder Khinkasee, Kengkasee, Hanhaï oder Hanka transliteriert, liegt auf einer Höhe von 680 Meter über dem Meeresspiegel, hat eine Länge von etwa 95 Kilometern und eine Fläche von annähernd 4190 km² (davon 72 %, 3030 km² in Russland). Andere Quellen nennen eine Fläche von 4.340 km² bzw. 4.401 km².
Er ist etwa achtmal so groß wie der Bodensee. Größere Zuflüsse sind Ilistaja, Komissarowka, Melgunowka und Spassowka. Der Chankasee entwässert über den Grenzfluss Sungatscha, ein Nebenfluss des Ussuri, nach Osten. Im auf sibirischer Seite gelegenen Ufergebiet wurde viele Jahre lang der einzige in der damaligen Sowjetunion kultivierte Reis gepflanzt. Dieses Gebiet zählte in ganz Sibirien zu den fruchtbarsten Böden, wo neben Reis auch Getreide, Sojabohnen und Tomaten angebaut wurden.
Im Nordosten des Sees stoßen russische Naturschutzzonen mit dem Xingkai-Hu-Reservat auf chinesischer Seite zusammen. Auch hier gehört die Region zum wertvollen Ackerland der Region.
Die Region um den Chankasee war im Ersten Weltkrieg auch Schauplatz kriegerischer Auseinandersetzungen zwischen der noch jungen Roten Armee und den Tschechoslowakischen Legionen.
Die Ländergrenze zwischen China (nördlich) und Russland (südlich) verläuft geradlinig zwischen den Grenzstädten Turi Rog/Disichengchan (westlich) und Longwangmiao (östlich). Im chinesischen Teil trennt eine ganz schmale Landzunge einen schmalen Bereich des Gewässers ab, der den Namen Xiaoxinkai-See erhielt. Über die Landzunge verläuft die Staatsstraße S 202.
Entlang des gesamten Ostufers des Chankasees liegen in den feuchten Uferzonen zahlreiche kleinere Seen, einer von ihnen heißt ebenfalls Chanka-See. An der Südost-Bucht sind einige Seen eng beieinander, die größten von ihnen sind: Osero Trostnikowoje, Osero Krylowo, Osero Protoka, Osero Gniloi Ugol.

## Flora und Fauna

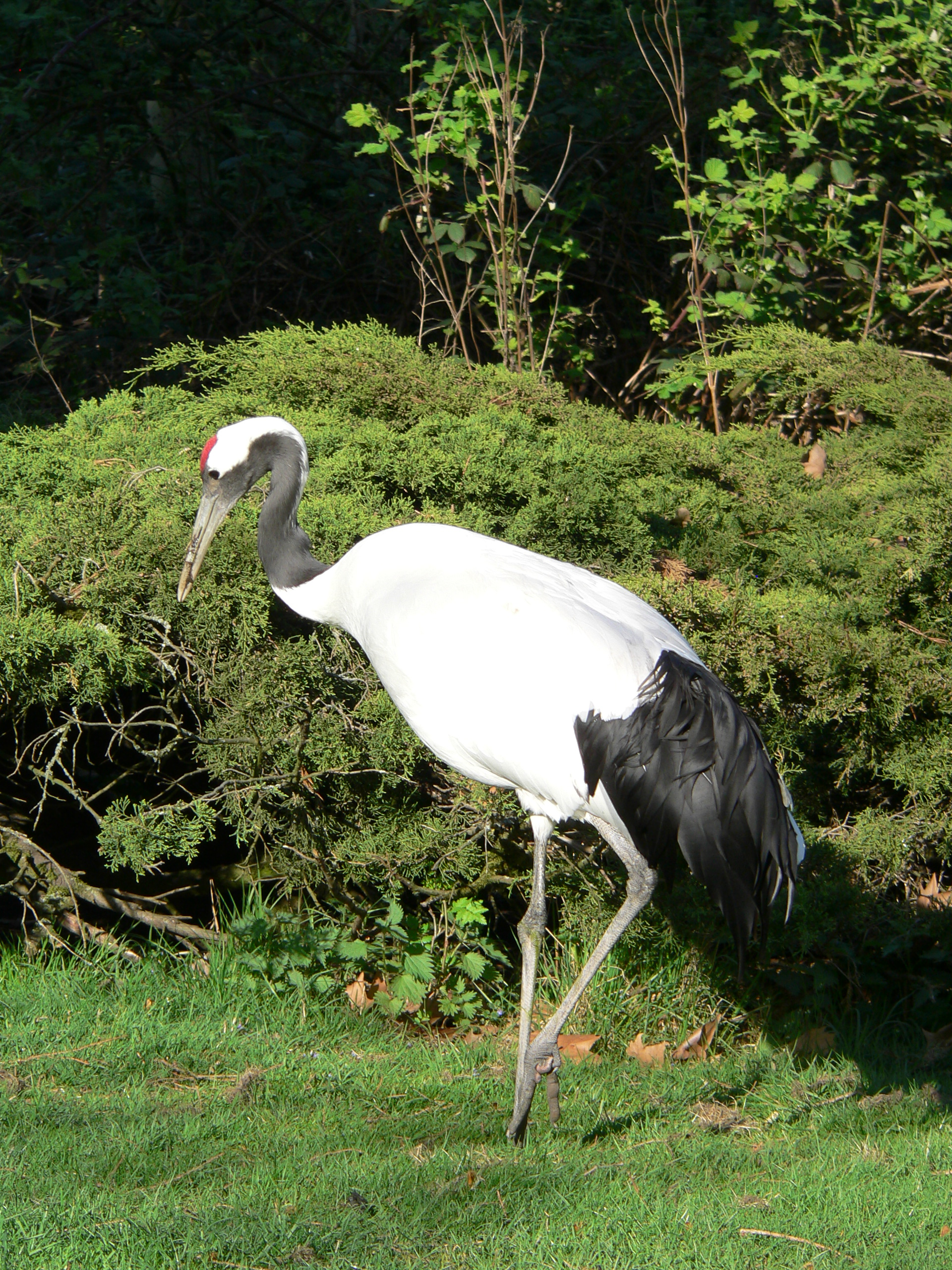
Mandschurenkranich

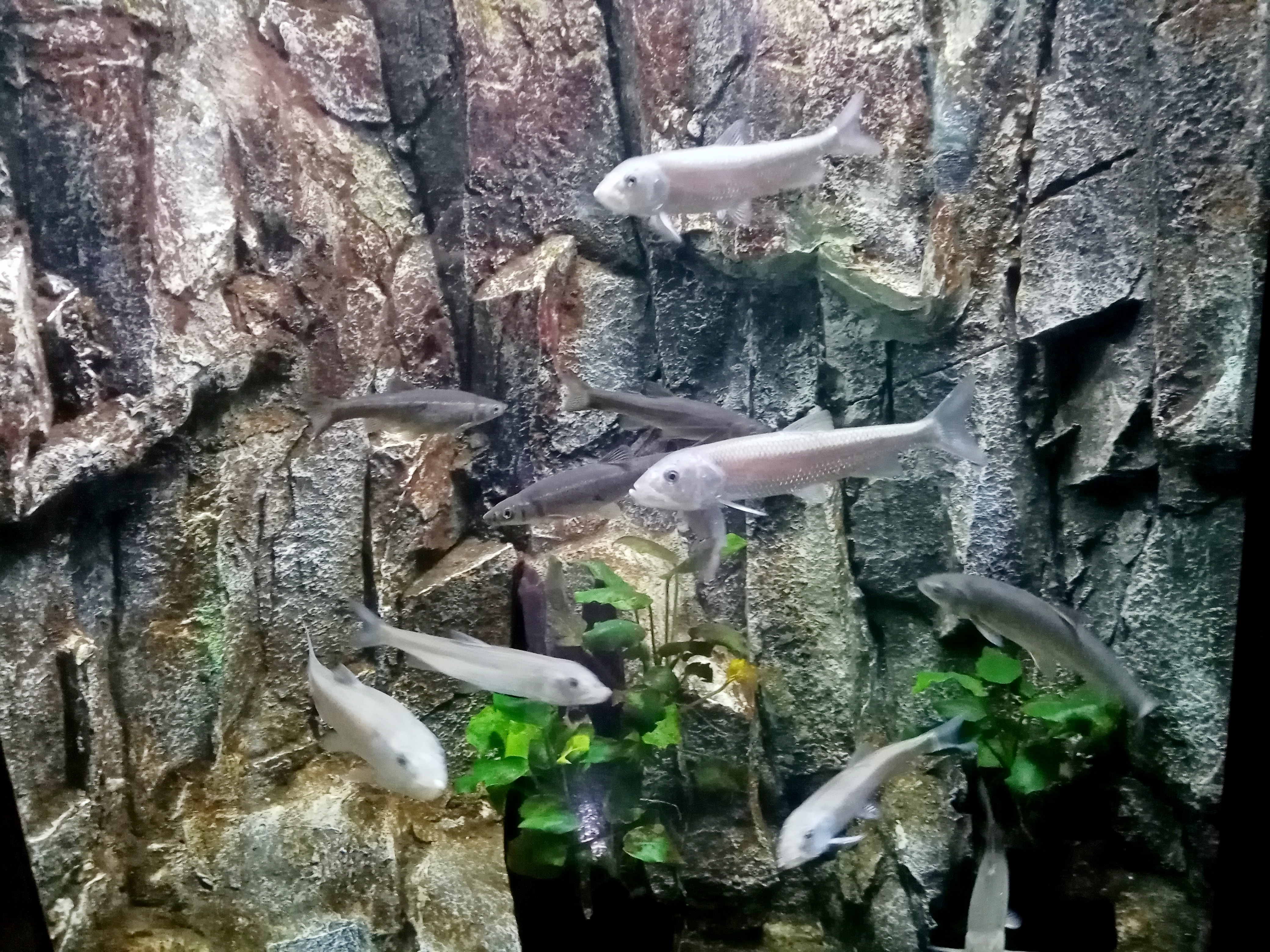
Zwei Fischarten aus dem Chankasee

### Pflanzenwelt
Die Ufer des Sees sind meist schilfbedeckt und befinden sich in Verlandung. In der Uferregion gibt es Laubbäume und Nadelbäume wie Eichen, Fichten, Zirben. Botaniker haben rund 620 Pflanzenarten bestimmt.

### Tierwelt
Rund um den See leben zahlreiche Tiere, unter anderem Füchse, Nagetiere und auch Rehe.
Gleichzeitig ist der gesamte Chankasee Brutgebiet des Mandschurenkranichs, einer der seltensten Kraniche weltweit, der auch als Nationalvogel Japans gilt. Auf russischer Seite wurden daher fünf voneinander isolierte und von landwirtschaftlich genutztem Land umgebene Naturschutzgebiete, das Chankasee-Reservat, eingerichtet. Zu dem Reservat gehören 800.000 Feuchtgebiete und offenes Wasser, eine Pufferzone trockenerer Marsche.
Im See gibt es insgesamt 75 Fischarten, beispielsweise Barschverwandte, Karpfenartige, Gelbe Drachenwelse oder Mongolische Rotfedern.

## Nutzung
Von chinesischer Seite wird der See zunehmend touristisch erschlossen.
Wegen des reichen Fischbesatzes ist der Chankasee auch ein beliebtes Angelrevier.
Auf der russischen Seite, bei Kamen-Rybolow, bei Spassk und in kleineren Dörfern finden Touristen viele Aufenthalts- und Freizeitmöglichkeiten auch mit dem Verleih von Sportgeräten.